# كونستنت بريفوست
كونستنت بريفوست (بالفرنسية: Constant Prévost)‏ هو إحاثي وعالم حشرات وجيولوجي فرنسي، ولد في 4 يونيو 1787 في باريس في فرنسا، وتوفي في 14 أغسطس 1856.